# Телетріумф (2016)
15-та церемонія вручення нагород телевізійної премії «Телетріумф»

8 грудня 2016 року
< 14-та Церемонії вручення 16-та >
15-та церемонія вручення нагород  премії «Телетріумф» відбулася 8 грудня 2016 року. Премію присуджує Національна Рада України з питань телебачення та радіомовлення за досягнення в телебаченні у 2016. Церемонію провели в Києві у FREEDOM Event Hall. Ведучими церемонії були Володимир Зеленський та Марія Єфросініна.Номінанти були оголошені 28 листопада 2016 року організаторами нагороди .